# Iphiaulax guineensis
Iphiaulax guineensis är en stekelart som beskrevs av Szepligeti 1914. Iphiaulax guineensis ingår i släktet Iphiaulax och familjen bracksteklar. Inga underarter finns listade i Catalogue of Life.